# Tracheloteina farraginella
Tracheloteina farraginella är en fjärilsart som beskrevs av Philipp Christoph Zeller 1852. Tracheloteina farraginella ingår i släktet Tracheloteina och familjen äkta malar. Inga underarter finns listade i Catalogue of Life.